# Eleocharis congesta
Eleocharis congesta là loài thực vật có hoa trong họ Cói. Loài này được D.Don mô tả khoa học đầu tiên năm 1825.